# 芒德尔 (厄尔省)
芒德尔（法語：Mandres，法語發音：[mɑ̃dʁ]）是法国厄尔省的一个市镇，属于埃夫勒区。

## 地理
芒德尔（48°45'11"N, 0°52'4"E）面积11.79 平方千米，位于法国诺曼底大区厄尔省，该省份为法国北部内陆省份，北起滨海塞纳省，西接奧恩省和卡爾瓦多斯省，南至厄尔-卢瓦省，东临瓦兹省、瓦兹河谷省和伊夫林省。
与芒德尔接壤的市镇（或旧市镇、城区）包括：莱巴里勒、布尔特、皮莱、阿夫尔河和伊通河畔韦尔讷伊。
芒德尔的时区为UTC+01:00、UTC+02:00（夏令时）。

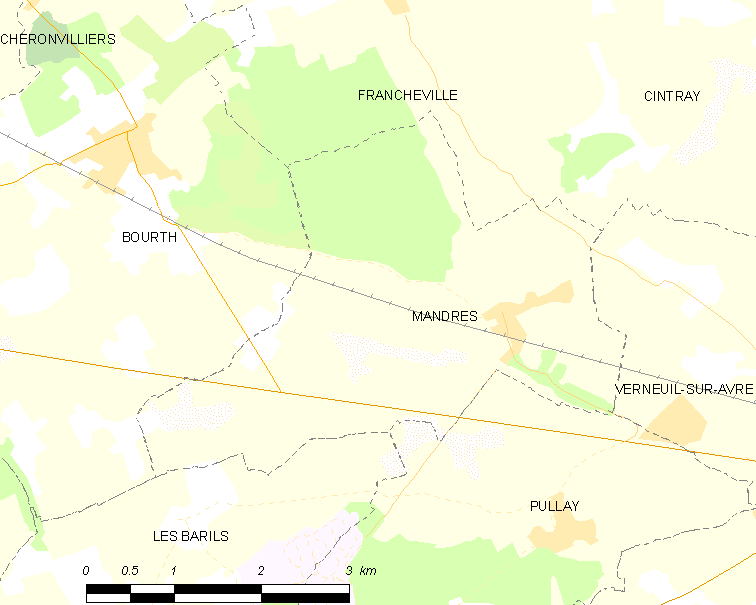
芒德尔的OSM定位图

## 行政
芒德尔的邮政编码为27130，INSEE市镇编码为27383。

## 政治
芒德尔所属的省级选区为阿夫尔河和伊通河畔韦尔讷伊县。

## 人口

1962-2008年间芒德尔人口变化图示

芒德尔于2022年1月1日时的人口数量为350人。